# Stephanocyclos
Stephanocyclos henssenianus — вид грибів, що належить до монотипового роду Stephanocyclos.